# Ålesund
Ålesund este un oraș din provincia Møre og Romsdal, Norvegia.